# Theodor Dahlberg
Alfred Theodor Dahlberg (ur. 1 maja 1884, zm. 13 lutego 1963) – szwedzki zapaśnik walczący w stylu klasycznym. Olimpijczyk z Sztokholmu 1912, gdzie zajął 26. miejsce w wadze średniej.
Zajął piąte miejsce na mistrzostwach Europy w 1909 roku. Wicemistrz kraju w 1916 roku.

## Letnie Igrzyska Olimpijskie 1912
| Konkurencja          | Rundy eliminacyjne      | Rundy eliminacyjne          | Klas. końcowa |
| Konkurencja          | Przeciwnik I            | Przeciwnik II               | Miejsce       |
| -------------------- | ----------------------- | --------------------------- | ------------- |
| 75 kg styl klasyczny | Emil Westerlund (FIN) P | Aleksandr Siewierow (RUS) P | 26.           |